# LSM10
LSM10‏ (LSM10, U7 small nuclear RNA associated) هوَ بروتين يُشَفر بواسطة جين LSM10 في الإنسان.